# Hemiolaus littoralis
Hemiolaus littoralis är en fjärilsart som beskrevs av Henry Stempffer 1954. Hemiolaus littoralis ingår i släktet Hemiolaus och familjen juvelvingar. Inga underarter finns listade i Catalogue of Life.